# Megabothris rhipisoides
Megabothris rhipisoides är en loppart som beskrevs av Li Kueichen et Wang Dwenching 1964. Megabothris rhipisoides ingår i släktet Megabothris och familjen fågelloppor. Inga underarter finns listade i Catalogue of Life.